# Lößnitz (Landschaft)

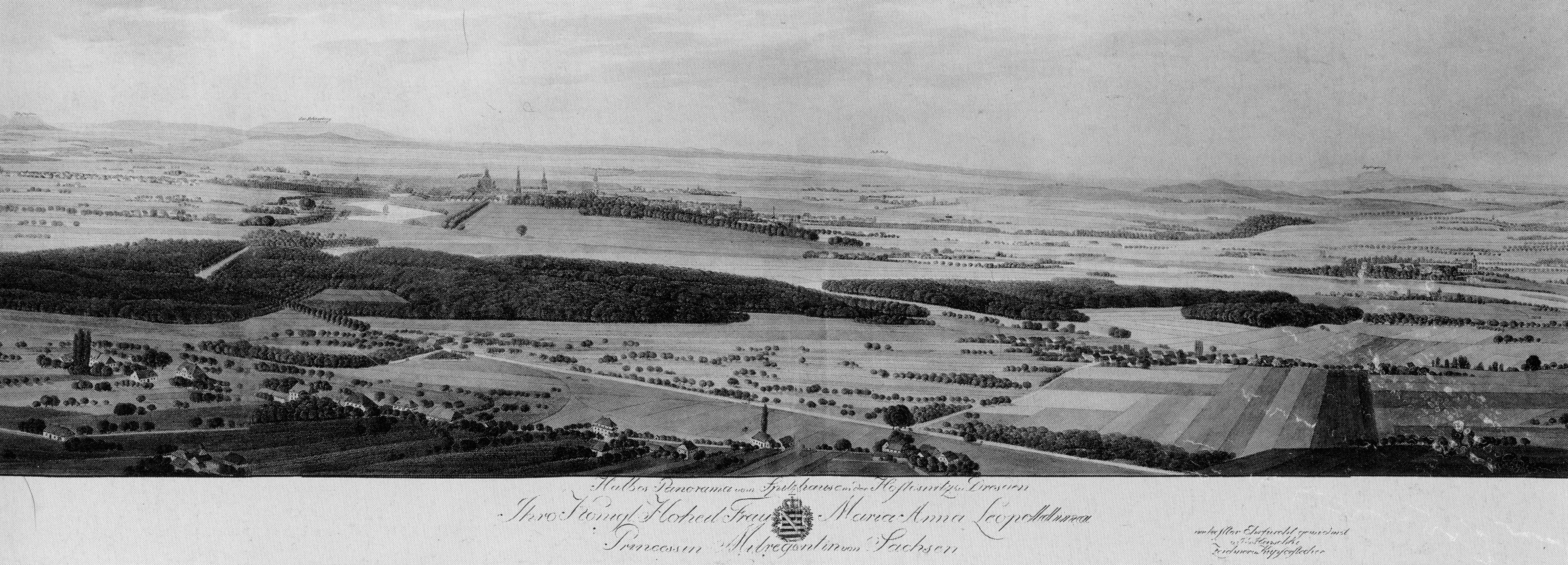
Lößnitz-Panorama, Blick vom Spitzhaus nach Dresden. Ausschnitt aus einer Radierung von Johann Gottlob Henschke, Anfang 19. Jahrhundert

Die Lößnitz (Aussprache [løːsnɪt͡s]) ist die Landschaft flussabwärts von Dresden im Elbtalkessel auf der rechten Elbseite. Sie entspricht heute der Radebeuler Flur mit ihren zehn ehemaligen Ortschaften (2606 Hektar Gesamtgröße), die oft auch als Lößnitzortschaften zusammengefasst werden. Als sächsischer Naturraum gehört die Lößnitz zum Sächsischen Lössgefilde und dort innerhalb des Sächsischen Hügellands (Nr. 46, Teil von D19) zur Dresdner Elbtalweitung (Nr. 460).

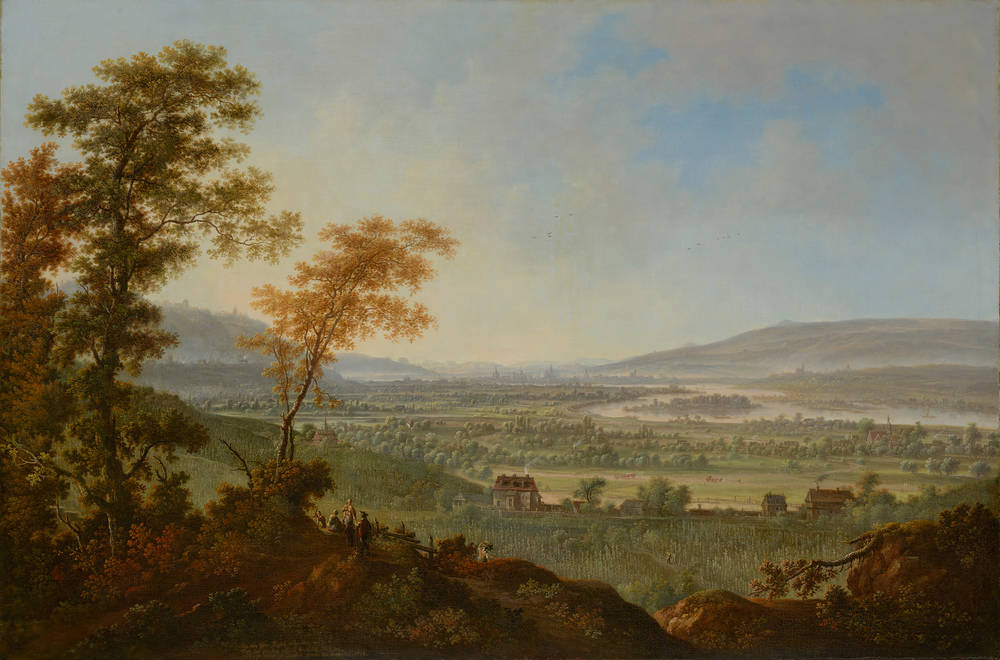
Johann Alexander Thiele, Blick von den Lößnitzhöhen auf Dresden

Abgeleitet ist die Bezeichnung vom sorbischen lěsnica (Waldbach), mit dem die hier ansässigen Bewohner vor der fränkischen Besiedlung den 6,7 Kilometer langen Lößnitzbach durch die Bergschlucht Lößnitzgrund bezeichneten, der vom Dippelsdorfer Teich bis zur Elbe fließt.
Innerhalb der Lößnitz liegt die Weinbau-Großlage Lößnitz. Diese besteht aus mehr als 30 Prozent Steillagen aus Syenitgestein, aus dem auch die trockengesetzten Weinbergsmauern bestehen. Sie gehört als Teil des Bereichs Meißen zum Sächsischen Weinbaugebiet. Die Rebfläche der Lößnitz beträgt etwa 85 Hektar. Im Zusammenhang mit dem Weinbau steht auch das Denkmalschutzgebiet Historische Weinberglandschaft Radebeul.

## Geografische Lage
Die Lößnitz liegt flussabwärts von Dresden auf dem rechten Ufer des Elbtalkessels, wobei die Elbe die südwestliche Grenze bildet. Im Osten grenzt sie über die Junge Heide an die Dresdner Heide. Im Norden und Westen liegt die Großenhainer Pflege. Die Lößnitz liegt im Ballungsraum Oberes Elbtal.

## Geologie
Die größtenteils im Elbtalkessel liegende Landschaft gliedert sich in die Elbaue, die Nieder- und Mittelterrasse sowie den Steilanstieg des Elbhangs, einem Teil der Lausitzer Verwerfung, und die Hochfläche, die zur Lausitzer Platte gehört. Der tiefste Punkt in der Elbaue liegt bei 101 m ü. NN und der höchste auf der Wahnsdorfer Kuppe bei 246 m ü. NN.
Das Gebiet wird durch mehrere Kerbtäler zerschnitten, von denen der Lößnitzgrund mit dem Lößnitzbach dauerhaft Wasser führt. Die anderen Täler, der Fiedlergrund, der Kroatengrund und der Rietzschkegrund werden durch sogenanntes Verlorenes Wasser gebildet, das nach Erreichen des wasserdurchlässigen Sandbodens der Elbterrassen versickert und wieder ins Grundwasser übergeht.

## Klima

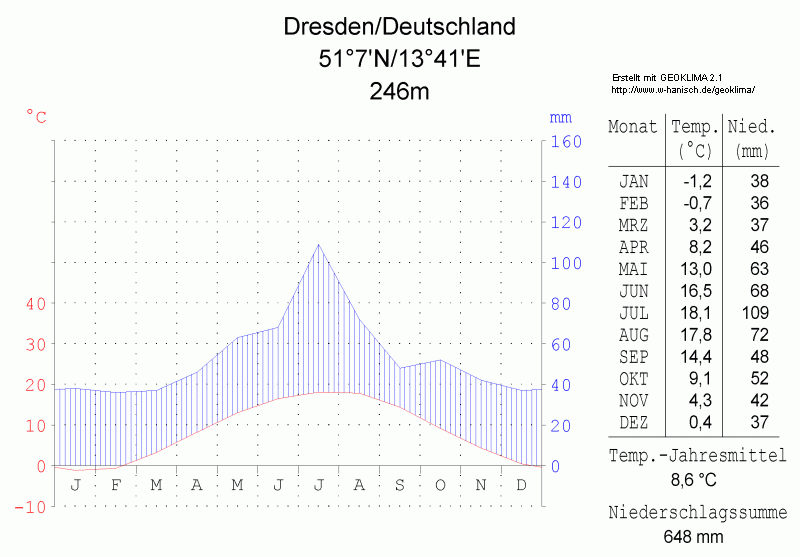
Klimadiagramm der Wetterwarte Wahnsdorf auf der Wahnsdorfer Kuppe

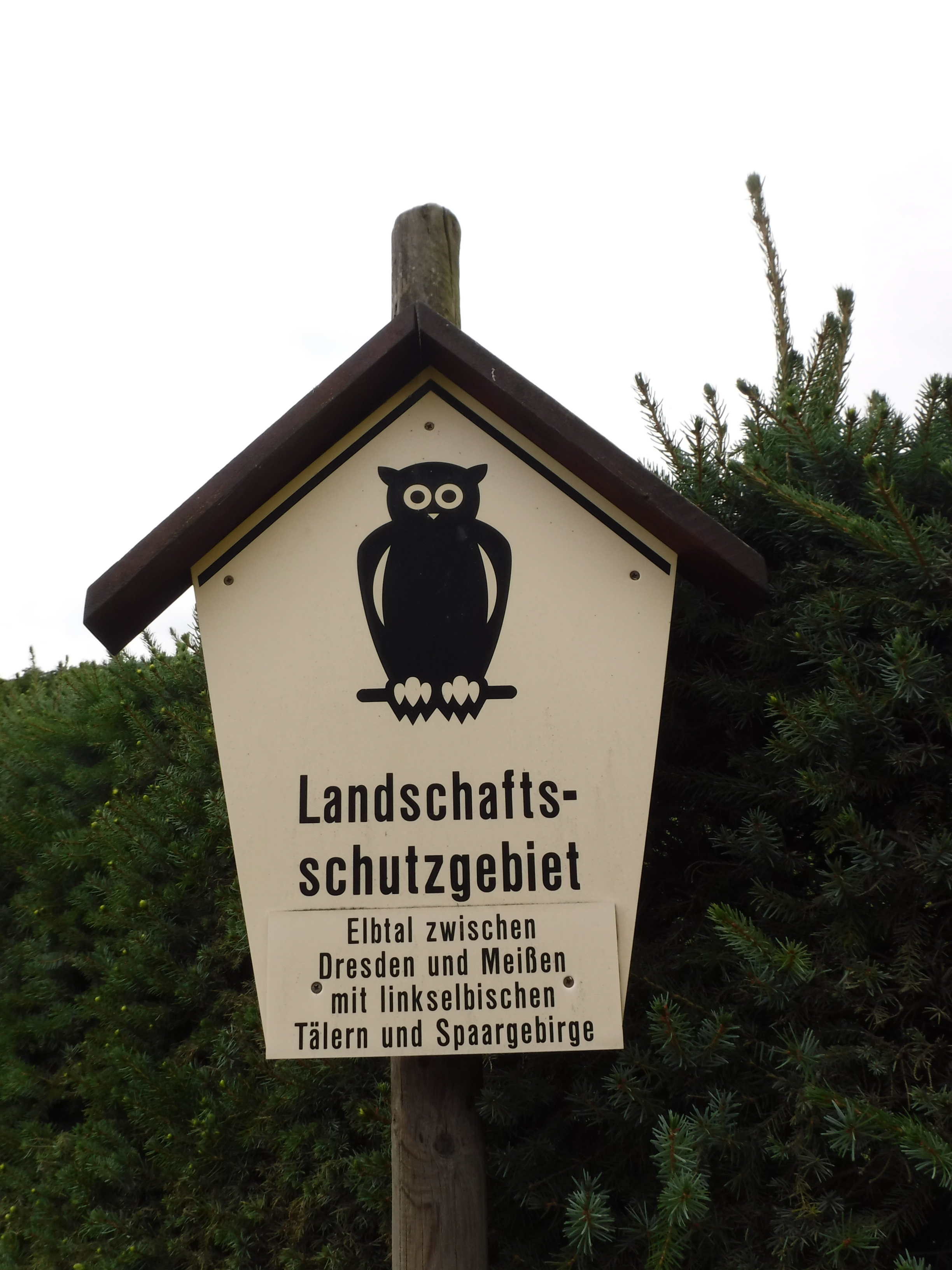
Informationstafel in Zaschendorf

Aufgrund der klimatischen Bedingungen am Nordhang des Elbtals ist in der Lößnitz Edelobst- und Weinanbau möglich. Die jährliche Durchschnittstemperatur liegt bei 9,2 °C. Da dort im Elbtal das mildeste Klima von Sachsen herrscht, wird es auch „Sächsisches Nizza“ genannt.
Klimatisch abgegrenzt von der Lage im Elbtal ist das Gebiet auf der Hochebene, auf der sich Wahnsdorf mit der ehemaligen Wetterstation befindet. Das Klimadiagramm der ehemaligen Wetterwarte Wahnsdorf auf der 246 Meter hohen Wahnsdorfer Kuppe zeigt die dort herrschenden Durchschnittstemperaturen und Niederschläge der Periode 1961–1990. Die wärmsten Monate sind Juli und August mit durchschnittlich 18,1 beziehungsweise 17,8 °C und die kältesten Januar und Februar mit −1,2 beziehungsweise −0,7 °C im Mittel. Der mittlere Jahresniederschlag liegt mit 648 Millimetern etwas unter dem bundesdeutschen Schnitt von 800 Millimetern. Der meiste Niederschlag fällt im Juli mit durchschnittlich 109 Millimeter, der geringste im Februar mit durchschnittlich 36 Millimeter. Das Temperatur-Jahresmittel liegt mit 8,6 °C unter dem im Elbtal. Die durchschnittliche jährliche Sonnenscheindauer liegt mit 1634 Stunden etwas über dem bundesdeutschen Schnitt von 1541 Stunden, am längsten scheint die Sonne im Mittel im Juli mit 217 Stunden und am wenigsten im Dezember mit 51 Stunden.

## Schutzgebiete
Innerhalb der Landschaft Lößnitz liegt das vormalige Landschaftsschutzgebiet Lößnitz (d33, Kennung inzwischen aufgehoben), das mit seiner Größe von etwa 586 Hektar seit 1974 vor allem die Flächen des Steilhangbereichs der Lausitzer Verwerfung unter Schutz stellt. An dieses schließt sich im Nordwesten das vormalige Schutzgebiet Friedewald und Moritzburger Teichgebiet (d 17) an; beide sind 2015 zusammengefasst zum Landschaftsschutzgebiet Friedewald, Moritzburger Teichgebiet und Lößnitz (d 17, Größe 6779 Hektar). Im Radebeuler Osten geht es in die Dresdner Heide (d 16, Schutzgebietsgröße 6133 Hektar).
Direkt an der Elbe verläuft der Radebeuler Teil des städteübergreifenden und insgesamt 5387 Hektar großen Landschaftsschutzgebiets Elbtal zwischen Dresden und Meißen mit linkselbischen Tälern und Spaargebirge (d 83). Das Gebiet wurde im November 2007 durch den Landkreis Meißen beschlossen. Es besteht auf Radebeuler Flur aus den Elbwiesen von Serkowitz einschließlich der Seewiesen bis Kötzschenbroda zur Festwiese. Weiter westlich kommen noch die Elbwiesen südlich des Vierruthenwegs hinzu. Ein großer Teil dieser LSG-Flächen stellen ebenfalls den Radebeuler Teil des Vogelschutzgebiets Elbtal zwischen Schöna und Mühlberg.
In der Lößnitz befindet sich ebenfalls das 115 Hektar große Fauna-Flora-Habitat-Gebiet Lößnitzgrund und Lößnitzhänge (Natura-2000-Gebiet, EU-Meldenr.: DE4847304, Landesinterne Nr.: 159), das vor allem aus Waldflächen auf beiden Seiten des Lößnitzbachs den Hängen mit den Quellen am Straken sowie den bewaldeten Hängen im Fiedlergrund besteht. Schutzwürdig sind „[m]ehr oder weniger steilhängige Bereiche mit Hainsimsen-Buchen(misch)wäldern und Eichen-Hainbuchenwäldern mit Übergängen zu bodensauren Eichenmischwäldern, Silikat-Magerrasen, zahlreiche Trockenmauern, Vorkommen gefährdeter Pflanzenarten“. Hinzu kommen Habitate von beispielsweise „Mopsfledermaus, Großes Mausohr, Spanische Flagge [und] Fischotter“.

## Geschichte

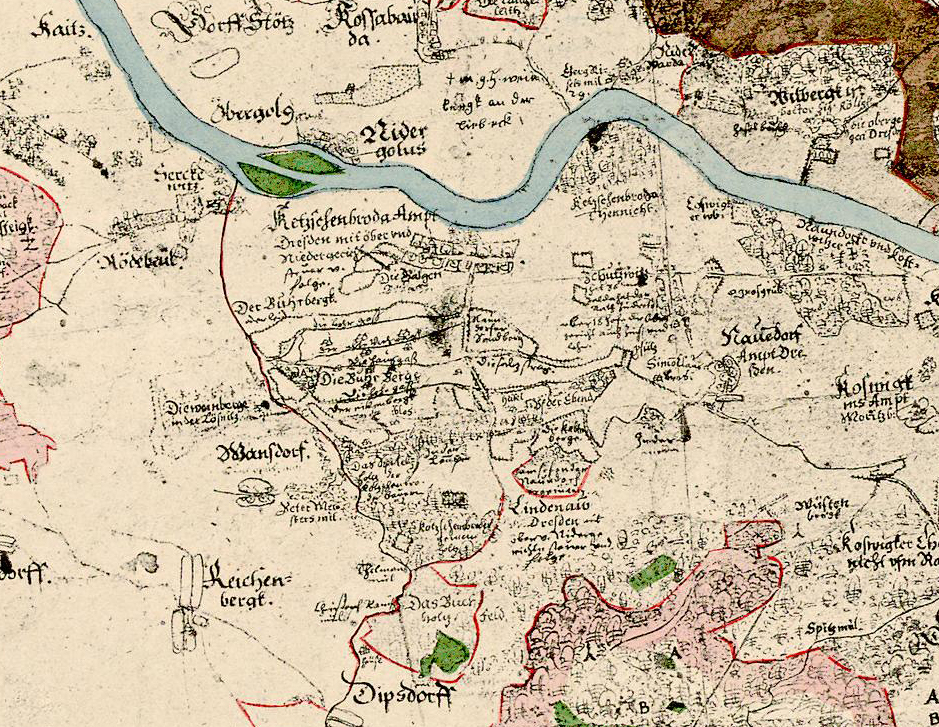
Darstellung bei Oeder 1607, Tafel IX, Ausschnitt Lößnitz (Achtung: Süden ist hier oben!)

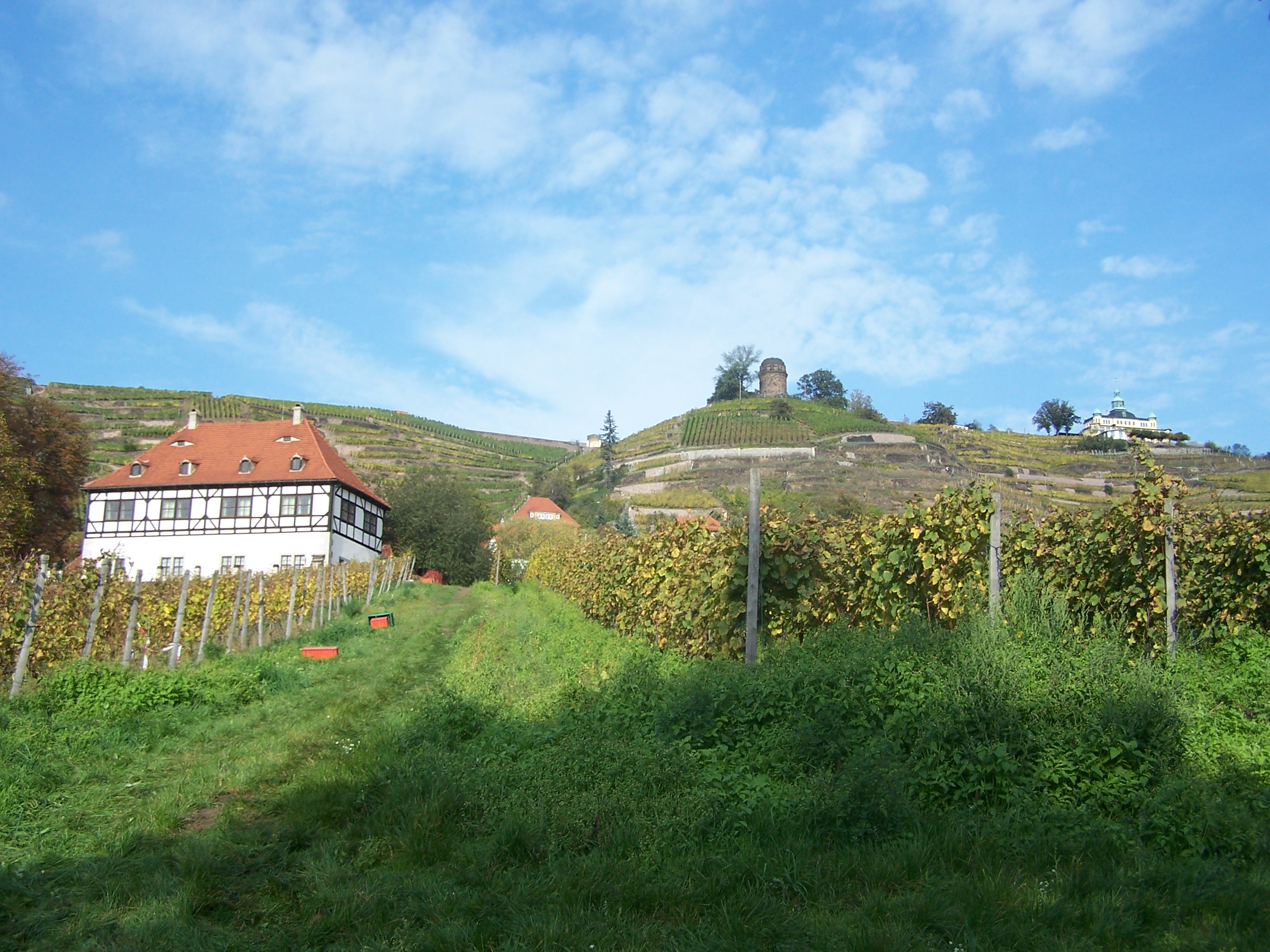
Hoflößnitz mit der Lage Goldener Wagen sowie Bismarckturm und Spitzhaus

Die Lößnitz wurde archäologischen Funden nach erst spät besiedelt. Aus der Periode der Schnurkeramiker (späte Jungsteinzeit, um 2200 v. Chr.–2000 v. Chr.) gibt es erste Siedlungsspuren auf Radebeuler und Niederlößnitzer Gebiet. In Serkowitz wurde ein Brandgräberfeld aus der Frühbronzezeit (2000 v. Chr.–1600 v. Chr.) gefunden.
Ebenfalls auf Serkowitzer Gebiet wie auch in Weinböhla und Coswig finden sich dann Urnenfelder der Mittleren Bronzezeit (Lausitzer Typ, 1600 v. Chr.–1300 v. Chr.), und aus der Spätbronzezeit (1300 v. Chr.–800 v. Chr.) finden sich in Kötzschenbroda und Naundorf archäologische Reste. Weitere Funde aus dieser Zeit weisen auf eine recht dichte Besiedlung unterhalb der Heidesandterrassen auf den hochwasserfreien Kuppen hin.
Aus der Völkerwanderungszeit sind Funde germanischer Besiedlung selten. Um das Jahr 600 kamen jedoch Sorben in die Region. Von einer relativ dichten slawischen Besiedlung zeugen weitere Fundorte, von denen das 1925 bei Kötzschenbroda angeschnittene Gräberfeld schon frühe christliche Einflüsse zeigt.

### Weinbau bis in die Niederungen
Siehe auch: Geschichte des Weinbaus in der Lößnitz, Liste von Winzerhäusern in Radebeul.
Die Chronik des Bischofs Thiedmar von Merseburg berichtet, dass bereits beim Eindringen der Truppen von Heinrich I. in den Gau Nisan um 929 im Elbtal Weinstöcke vorgefunden wurden. Die fränkischen und sächsischen Siedler übernahmen zum Teil sorbische Dörfer, zum Teil gründeten sie solche auch neu. Auch die acht Dorfkerne auf Radebeuler Flur weisen als Runddörfer sorbische oder als Angerdörfer fränkische Züge auf. Im Laufe der folgenden Jahrhunderte gehörten einige Dörfer weltlicher Herrschaft, einige unterstanden dem Bischof von Meißen, teilweise gehörten Teile dem einen Herren und anderen Teile der Kirche.
Die nördlich des Angers von Kötzschenbroda, dem seit dem Mittelalter größten aller Lößnitzdörfer, liegende und zu Kötzschenbroda gehörende Flur wurde bereits 1271 als Kötzschbergisches Weingebirge erwähnt, als Dietrich von Zlauschwitz dem Kloster Sitzenroda 12 Fuder Wein lieferte. Kötzschber war dann auch über Jahrhunderte die Bezeichnung für Wein aus dieser Region, der seine Erwähnung durch Martin Luther findet, der ihn 1520 in einem Brief an den Meißner Bischof für seine Güte lobte. 1273 wurde als erster Kirchenbau in der Region die Kirche von Kötzschenbroda erwähnt.
Bereits zu dieser Zeit gab es neben den Dorfgemeinden mit ihrer Flur und den Bauernbergen (Weinberge in der Hand der freien Bauern, die die Altgemeinde darstellten) die Herren- oder Eigentümerberge, die separat dem Amt Dresden unterstanden.
1286 findet sich die erste schriftliche Erwähnung des Lezenitzbergs in einer Lehnsurkunde des Meißner Bischofs, als er diesen oberhalb von Haus Reinhardtsberg gelegenen Weinberg zusammen mit dem Aldenberg dem Dresdner Maternihospital lehnte. Damit war der Name lisnica (Waldbach, Lößnitzbach) auf einen Weinberg übertragen.
1401 übernahm während der Dohnaischen Fehde der Markgraf von Meißen Wilhelm I. der Einäugige von den Burggrafen von Dohna das Presshaus und umliegendes Gelände der späteren Hoflößnitz. Damit konzentrierten die Wettiner den Weinbau der Umgebung für fast fünf Jahrhunderte auf dieses Hofgut. Nach der Reformation übernahmen die Wettiner weiteren umfangreichen Weinbergsbesitz von der Kirche und den Klöstern. Kötzschenbroda gehörte vor 1401 in Teilen ebenfalls dem Markgrafen von Meißen, zum anderen Teil der Familie Küchenmeister, die ihre Rechte 1401 an den Markgrafen abtraten. Aus 15 Weinbergen im Jahr 1547 wurden bis zum Jahr 1630 allein in der Lößnitz 23 Weinberge, die sich im Besitz der Wettiner befanden.
So bezeichnete dann auch 1607 der Landvermesser Matthias Oeder in der Ersten Kursächsischen Landesaufnahme die Gegend um den Lezenitzberg „Die weinberge in der Lösnitz“. 1650 baute Kurfürst Johann Georg I. das Schloss Hoflößnitz neben sein Presshaus. Dies führte 1717 bei Christian Gerber zur Benennung Hoflößnitz: „Die Lößnitz ist ein gewisser Strich, da lauter hohe Gebirge seyn, die köstlichen Wein tragen, und weil die Churfürstlichen Berge auch allda liegen, wird diese Gegend genennet die Hoffe-Lößnitz. Und dieser Lößnitzwein ist auch der beste im gantzen Land, der in guten Wein-Jahren dem Franken-Wein vorzuziehen, dem Rhein-Wein aber gleich zu achten ist.“
Da der Weinanbau bis in die Niederungen der Elbe betrieben wurde und dort sogar die Nahrungsmittelproduktion verdrängt hatte, erließ 1684 Kurfürst Johann Georg III. das Verbot weiteren Weinanbaus in der Niederung durch sein Edikt „Wo der Pflug gehen kann, soll kein Weinstock stehen“. Das Getreide der bäuerlichen Felder musste in den umliegenden Amtsmühlen gemahlen werden.

### Herrenhäuser werden Sommer- und Ruhesitze

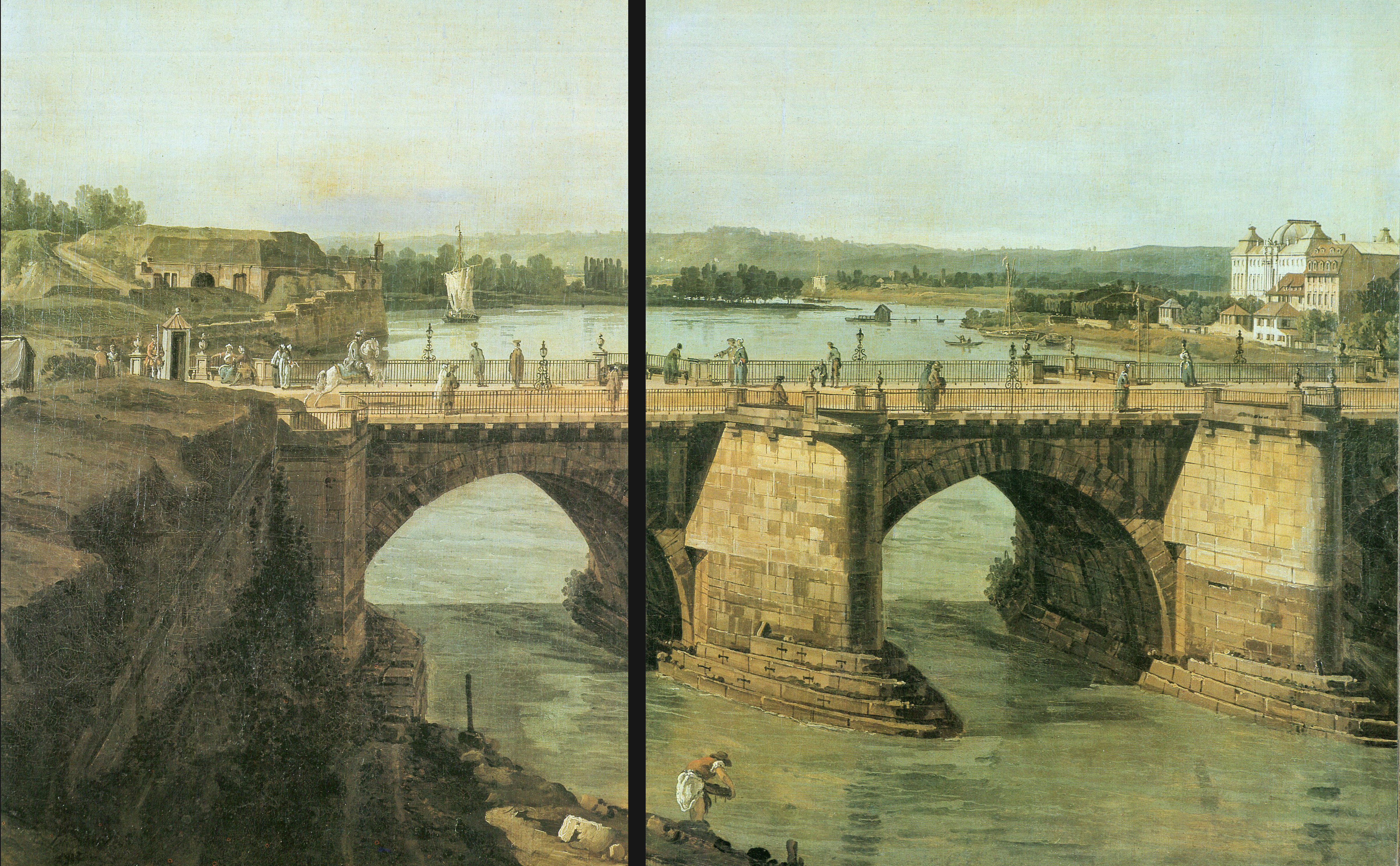
Aufgang zur Augustusbrücke, im Hintergrund die Elblandschaft mit der Lößnitz, Canaletto 1748

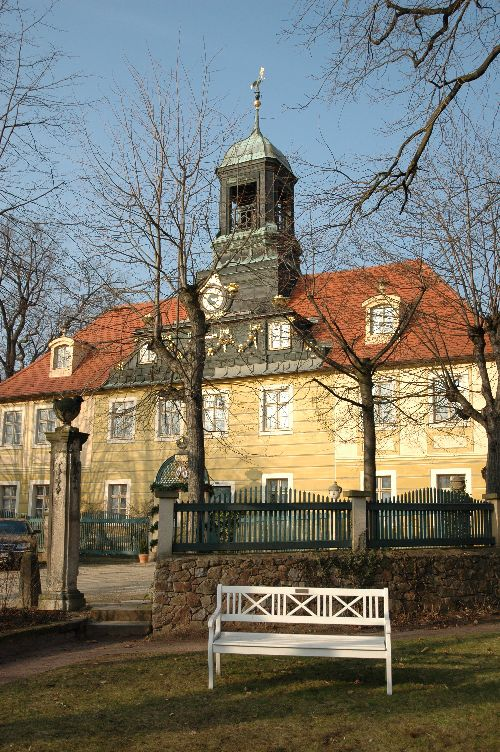
Herrenhaus Haus Sorgenfrei

Siehe auch: Liste der Schlösser und Herrenhäuser in Radebeul.
Aufgrund des guten Klimas entstanden so auf den Weinbergs- oder Oberfluren der Lößnitzdörfer neben den Bauernbergen sogenannte Herren- oder Eigentümerberge, die nicht den Dörfern unterstanden, sondern eigenständig dem Dresdner Amt. So wurde während der Renaissance 1574 das Bennoschlösschen durch den Kammerherrn Hans Harrer errichtet. Es folgten im Barock auf den Weingütern Herrenhäuser als Sommerhäuser oder Alterssitz, so 1652 der Grundhof und 1713 das Haus Minckwitz, ab 1727 Schloss Wackerbarth (Wackerbarths Ruh’), 1743 Altfriedstein und 1771 Neufriedstein mit seinem Berghaus (Mätressenschlösschen). In den 1780er-Jahren entstand das Haus Sorgenfrei, das letzte erhaltene Bauwerk des Dresdner Zopfstils zwischen Rokoko und Frühklassizismus. Auf Zitzschewiger Flur waren die Herrenhäuser auf dem Paulsberg und dem Zechstein sowie Hohenhaus entstanden. Insbesondere Hohenhaus war bereits im 13. Jahrhundert als Weinberg erwähnt worden, im 15. Jahrhundert entstand auf dem Bischofsberg genannten Anwesen die Sommerresidenz der Meißner Bischöfe.
Zahlreiche begüterte, oft auch adlige Persönlichkeiten, ließen sich über die Jahrzehnte in der Lößnitz nieder, indem sie eigene Weingüter gründeten oder bestehende übernahmen. Der Kanzler Wolff Siegfried von Lüttichau auf Zschorna und Baßlitz legte das Weingut an, das später zum Fiedlerhaus werden sollte, Curt Robert von Welck errichtete eine Gutsanlage und ein Mitglied des Uradelsgeschlechts Senfft von Pilsach errichtete das Herrenhaus Liborius. Hofmarschall Johann Georg von Rechenberg und später Feldmarschall Heino Heinrich von Flemming waren die späteren Besitzer des Hohenhauses, Weingut und Sommerresidenz der Meißner Bischöfe. Christoph Vitzthum von Eckstädt erwarb die Krapenburg und Angehörige des Dresdner Ratsgeschlechts Kynast, darunter der Amtsschösser Andreas Kynast, bauten das Weingut Kynast auf. Der Bankier Freiherr Christian Friedrich von Gregory, Besitzer des benachbarten Haus Sorgenfrei, war eine Zeit lang auch Besitzer des Anwesens der Villa Wach und hatte den mit etwa 10 Hektar lange Zeit größten zusammenhängenden Weinbergsbesitz der Oberlößnitz.
1839 kam es zur Gründung der beiden Lößnitzgemeinden Oberlößnitz und Niederlößnitz. Beide entstanden aus Weinbergsvereinigungen, die soziale und administrative Verpflichtungen zu übernehmen hatten auf den Eigentümeranwesen, für die die bestehenden Landgemeinden sich nicht verantwortlich fühlten. Oberlößnitz entstand um die Hoflößnitz herum, Niederlößnitz auf der Flur, die ursprünglich Kötzbergisches Weingebirge hieß. Mit diesen beiden neuen Landgemeinden war der Name Lößnitz auf zwei Ortschaften übertragen, die jedoch immer noch mit Wein zu tun hatten.
Mit der Eröffnung des Haltepunkts Radebeul-Weintraube am 19. Juli 1838 an der Ferneisenbahnverbindung Leipzig–Dresden, dem 1840 der Haltepunkt in Kötzschenbroda (heute Bahnhof Radebeul West) folgte, war die Region an die Eisenbahn angeschlossen. 1860 wurde in der Landgemeinde Radebeul ein Haltepunkt (heute Bahnhof Radebeul Ost) eingeweiht. Die aufgrund des Klimas guten Ernten der Dörfer an Edelobst, insbesondere Erdbeeren, konnten mit der Eisenbahn abtransportiert und bis nach Berlin verkauft werden. Südlich der Meißner Straße entstanden in Radebeul, Kötzschenbroda und Naundorf Industriegebiete, deren Produkte mit der Eisenbahn abtransportiert werden konnten. Gleichzeitig wurden Häuser und Wohnungen für die Arbeiter und Angestellten gebraucht.

### Zwei Lößnitzgemeinden werden „Pensionopolis“

Bilz-Sanatorium, Gesamtanlage um 1900

Siehe auch: Liste von Villen, Mietvillen und Landhäusern in Radebeul-Ost und -West.
Nördlich der Meißner Straße entwickelte sich Oberlößnitz zu einer Kurgemeinde. Friedrich Eduard Bilz mit seinem Bilz-Sanatorium und später dem Bilzbad lockte Kurgäste an, das Heim für besserungsfähige, erholungsbedürftige Lungenkranke (Fiedlerhaus) des Dresdner Arztes Carl Ludwig Alfred Fiedler entstand nicht weit davon. Niederlößnitz untersagte solcherart Gewerbe, lockte dagegen die Häuslebauer mit einer frühzeitigen Erschließung der Fluren durch Straßen, Kanalisation und Anschluss an die Gas- und Elektrizitätsversorgung. Auch entstand hier 1895 das erste Rathaus mit einer hauptamtlichen Verwaltung und Gemeindepolizei, die Radebeuler und Oberlößnitzer Rathäuser folgten erst fünf Jahre später.

Verbuschte Weinberge östlich der Villa Ernst Louis Kempe (Mitte rechts, Postkarte um 1910). Blick auf die Obere Bergstraße westlich des Minckwitzschen Weinbergs

Fabrikantenvilla Villa Kolbe, 1897

Zwischen 1860 und 1914 fand ein Bauboom in der Lößnitz statt, auch hervorgerufen durch einen Ausspruch des sächsischen Königs Johann um 1860, der die Lößnitz „Sächsisches Nizza“ nannte. Dieser Bauboom verstärkte sich nach 1886, als die Reblaus weite Teile der Rebflächen vernichtete und diese damit freimachte zur Parzellierung für entstehende Villenquartiere, wie sie planmäßig durch die Gebrüder Ziller oder auch Schilling & Graebner erstellt wurden. Da in die entstehenden Landhaus- und Villenquartiere neben Dresdner Hofbeamten, aufstrebenden Industrieangestellten und vielen Künstlern wie Malern, Schriftstellern und Opernsängern wegen des Klimas auch viele sächsische Rentiers und Pensionäre und ehemalige Politiker zogen, erhielt die Gegend zeitweilig den Beinamen „Pensionopolis“. Mit dem Ersten Weltkrieg kam der Boom erst einmal zum Erliegen.
Nach einer ersten Eingemeindung 1905 von Serkowitz in die Landgemeinde Radebeul folgte Kötzschenbroda, das 1920 Lindenau sowie 1923 Zitzschewig, Naundorf und Niederlößnitz eingemeindete und am 5. Mai 1924 das Stadtrecht erhielt. Mit Wirkung vom 1. April 1924 hatte Radebeul das Stadtrecht erhalten. Radebeul vergrößerte sich 1934 durch Oberlößnitz und Wahnsdorf und schloss sich dann am 1. Januar 1935 unter dem gemeinsamen Namen Stadt Radebeul mit Kötzschenbroda zusammen mit dem gemeinsamen Ziel beider Städte, auf diese Weise einer drohenden Eingemeindung nach Dresden zu entgehen. Damit waren alle Lößnitzgemeinden in einer Stadt vereint.
Heute bezeichnet Lößnitz nicht nur die Oberlößnitz und die Niederlößnitz, sondern die gesamte Radebeuler Flur. Dementsprechend wird der sächsische Weinbau hier auch durch die Großlage Lößnitz vertreten. Die Lößnitz und ihr Weinbau werden durch das Lößnitzlied von Herbert Schweiniger verewigt.
Der Name für Lößnitz-Pils, Lößnitz-Bock und Lößnitz-Quell der Coswiger Adler-Brauerei verweist auf den Ursprung der Wasserzapfung.